# Naby Keïta
Naby Leye Keïta, född 10 februari 1995 i Conakry, är en guineansk fotbollsspelare som spelar för Werder Bremen i Bundesliga och för Guineas landslag.

## Meriter

### Liverpool
- Premier League: 2019/2020
- UEFA Champions League: 2019
- FA-cupen: 2022
- Engelska Ligacupen: 2022
- Community Shield: 2022
- UEFA Super Cup: 2019
- VM för klubblag: 2019